# Камень, ножницы, бумага (фильм)
«Камень, ножницы, бумага» (англ. Rock, Paper, Dead; также известен как Rock Paper Scissors) — американский фильм ужасов с элементами психологического триллера, снятый в 2017 году режиссёром Томом Холландом по сценарию Виктора Миллера. Главную роль исполняет Люк Макфарлейн.
Этот фильм — первая полнометражная режиссёрская работа Холланда после его фильма «Худеющий» (1996).

## Сюжет
Серийный убийца Питер Харрис выпущен из клиники для душевнобольных преступников, так как врачи посчитали его исцелившимся. Он возвращается в опустевший родительский дом, где ему приходится столкнуться с призраками прошлого.

## В ролях
| Актёр             | Роль                     |
| ----------------- | ------------------------ |
| Люк Макфарлейн    | Питер Харрис / Кукольник |
| Дженнифер Титус   | Эшли Грант               |
| Майкл Мэдсен      | Дойл Дечерт              |
| Татум О’Нил       | доктор Эвелин Бауэр      |
| Анна Маргарет     | Зое Палмер               |
| Джон Дуган        | дядя Чарльз              |
| Куинтон Аарон     | Джо                      |
| Неджарра Таунсенд | Хармони                  |

## Производство
В 2016 было объявлено, что Том Холланд снимет фильм ужасов по сценарию Виктора Миллера, известного прежде всего как автора сценария фильма «Пятница, 13-е». 2 марта 2017 был выпущен первый официальный трейлер. 21 октября того же года состоялась премьера на фестивале фильмов ужасов в Колумбусе, штат Огайо, где фильм получил награду за лучший сценарий. Релиз был назначен на 2018 год, также Холланд выдвинул предположение создать целую хоррор-франшизу. В мае 2019 состоялся выход фильма на DVD и Video-on-demand.